# Der Ring des schwedischen Reiters
Der Ring des schwedischen Reiters ist ein phantastisches, deutsches Stummfilmdrama von Stellan Rye aus dem Jahre 1913.

## Handlung
Der Film orientiert sich an einer alten Sage. Ein Schwede übergab vor langer Zeit seinen Ring einer jungen Spreewälderin mit der Versicherung, dass ihr Liebster fortan nur ihr treu sein und nur sie lieben werde. Ihre Nachfahrin findet diesen Ring eines Tages im Schrank und steckt ihn sich sofort an ihre Finger. Sie begegnet dem reichen Gutsbesitzer von nebenan, in den sie sich bereits seit geraumer Zeit verliebt hat, und tatsächlich: der Ring bewirkt, dass der verheiratete Gutsbesitzer nun ihre Liebe erwidert und ihr stets treu ist. Als das Mädchen den Ring eines Tages verliert, wendet sich der Mann sofort von ihr ab. Ein in den Tag lebender Taugenichts, der sich bevorzugt bei der Sägemühle des Gutsherrn herumtreibt, findet das Schmuckstück. Der Gutsherr, der den Bengel stets herunterputzte, ist auf einmal sehr liebevoll und sagt nur noch Freundlichkeiten zu ihm. 
Bald aber wandert der Zauberring als Geschenk an den Finger der Gutsherrin. Plötzlich wird die Gattin, die so lange um ihres Mannes Zuneigung bettelte und buhlte, von selbiger plötzlich überschüttet. Erst als die Spreewälderin die Magie des Ringes erklärt, wirft die Gutsherrin enttäuscht den Ring fort, denn sie will ihrerselbst willen geliebt werden und nicht Spielball einer Magie sein. Das Mädchen hebt den Ring, der so viel Unheil über die Menschen gebracht hatte, wieder auf und schleudert ihn in einen See, bis dieser auf den Grund sinkt. Im See haust eine Nixe, die sich des Schweden-Rings bemächtigt und mit ihrem Liebesgesäusel den Gutsherrn auf den See lockt. Doch dies bedeutet den Untergang des Mannes; seine Leiche schwimmt am folgenden Morgen auf dem Wasser.

## Produktionsnotizen
Der Ring des schwedischen Reiters entstand im Frühherbst 1913 im Bioscop-Atelier von Neubabelsberg sowie im Spreewald (Außenaufnahmen). Der dreiaktige Film mit einer Länge von 1128 Metern passierte die Filmzensur im Oktober 1913 und wurde am 29. Mai 1914 im Berliner Biophon-Theater uraufgeführt. In Österreich-Ungarn lief der Streifen zu Beginn des Ersten Weltkriegs an.

## Kritik
„…das dreiaktige Drama „Der Ring des schwedischen Reiters“ … ist ein vorzügliches Werk schöngeistiger Erfindung. (…) Der Film hat ungeheuer wirkende Schönheiten von poetischem Gehalt. Manchmal schlägt die Stimmung in feinstem Lustspielhumor über, um aber bald wieder jene weiche Sentimentalität zu finden, die den märchenhaften Charakter des hübschen Filmbildes bis zum Schlusse innewohnt. Die prächtigen Aufnahmen des Sees mit seinen Birkenufern und Waldsäumen üben eine großartige Stimmung aus. Grete Berger und Carl Clewing sind in den Hauptrollen vorzüglich.“